# Effetto Venezia

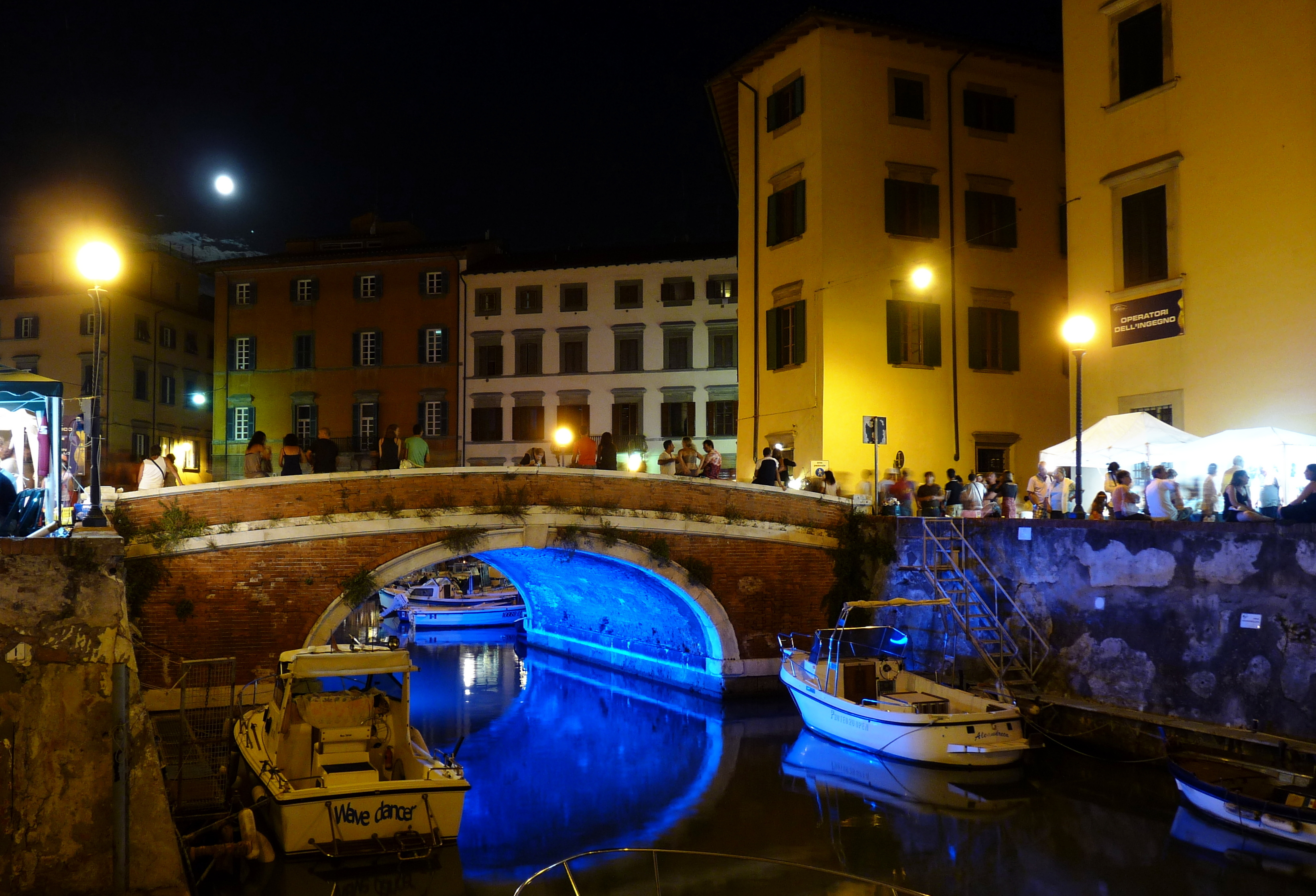
Scorcio del quartiere durante la manifestazione

Effetto Venezia è una manifestazione folkloristica che si tiene ogni estate nel quartiere Venezia Nuova a Livorno.

## Caratteristiche
Organizzata generalmente a cavallo tra i mesi di luglio e agosto, in passato aveva durata di dieci giorni circa, mentre attualmente la manifestazione è stata ridotta a cinque a causa delle minori disponibilità finanziarie e della volontà, da parte dell'amministrazione comunale, di creare un prodotto meno duraturo ma di maggiore qualità concentrando le risorse.
Per l'occasione il quartiere, illuminato a festa, si riempie di bancarelle di antiquariato, oggettistica e perlopiù artigianato (vera caratteristica delle vendite dell'evento) accompagnate da mostre e rassegne culturali.
Non mancano poi i banchetti gastronomici e i punti di ristoro che, in occasione della festa e della calda stagione, offrono servizi all'aperto.
La manifestazione è caratterizzata anche da una serie di spettacoli che spaziano dal rock alla lirica, dal teatro classico alle sperimentazioni, dalla prosa alla comicità, dalla danza agli artisti di strada che si svolgono sempre su di un palco montato per l'occasione in piazza del Luogo Pio.
Ogni anno viene inoltre individuato un tema al quale alcuni degli spettacoli si attengono e che viene richiamato durante tutto il corso della manifestazione: per esempio, nell'edizione 2016 il filo conduttore delle iniziative è stato il decoro urbano, o meglio ancora, il dovere che ogni cittadino ha di prendersi cura degli spazi collettivi e dei beni comuni.
L'ingresso è gratuito.

## Storia
Effetto Venezia nasce nel 1986 per volere dell'assessore di allora Annona Nicoletti.
All'epoca la proposta di una festa, molto differente da quella attuale, che nasceva com scarsi mezzi, non venne accolta positivamente.
Tuttavia Nicoletti riuscì a mettere in piedi l'evento grazie all'aiuto di qualche bottega storica del quartiere e della Compagnia Portuali.
La realizzazione della manifestazione fu un po' improvvisata e rudimentale: l'illuminazione era effettuata tramite delle semplici torri faro poste ai lati delle strade e si vedevano solo pochi banchetti.
L'evento metteva in mostra un quartiere degradato,con lo scopo di favorire la sua riscoperta.
Effetto Venezia costituì infatti il punto di partenza per la rivalorizzazione del quartiere e per la definizione della sua identità che, ancora oggi, è fortemente legata alla manifestazione e che, anche negli altri periodi, gode di una certa fama per la presenza di numerosi e frequentati locali.
La presenza dell'evento è diventata inoltre uno strumento di promozione dell'intera città all'esterno: Effetto Venezia richiama persone da ogni parte della Toscana ed è un evento ampiamente conosciuto nelle città di Pisa e Firenze.

## Presenze
L'edizione 2011 ha richiamato circa 170.000 persone, quella del 2012 circa 200.000, mentre quella del 2013 circa 180.000.
L'edizione 2016 ha visto la partecipazione di circa 136.000 persone, di cui 101.000 residenti e 35.000 non residenti.
La fascia d'età di maggiore affluenza è quella delle persone aventi dai ventuno ai trentanove anni, sia per i residenti che non.
L'edizione 2022 ha richiamato circa 80.000 visitatori.